# Parafia św. Klemensa w South Brisbane
Parafia św. Klemensa w South Brisbane – parafia rzymskokatolicka, należąca do archidiecezji Brisbane.